# Psilochalcis subaenea
Psilochalcis subaenea är en stekelart som först beskrevs av Masi 1929.  Psilochalcis subaenea ingår i släktet Psilochalcis och familjen bredlårsteklar. Inga underarter finns listade i Catalogue of Life.